# 達爾斯
達爾斯（英語：The Dalles）位於美國奧勒岡州，哥倫比亞河左岸，是沃斯科縣的縣治，人口16,010人。

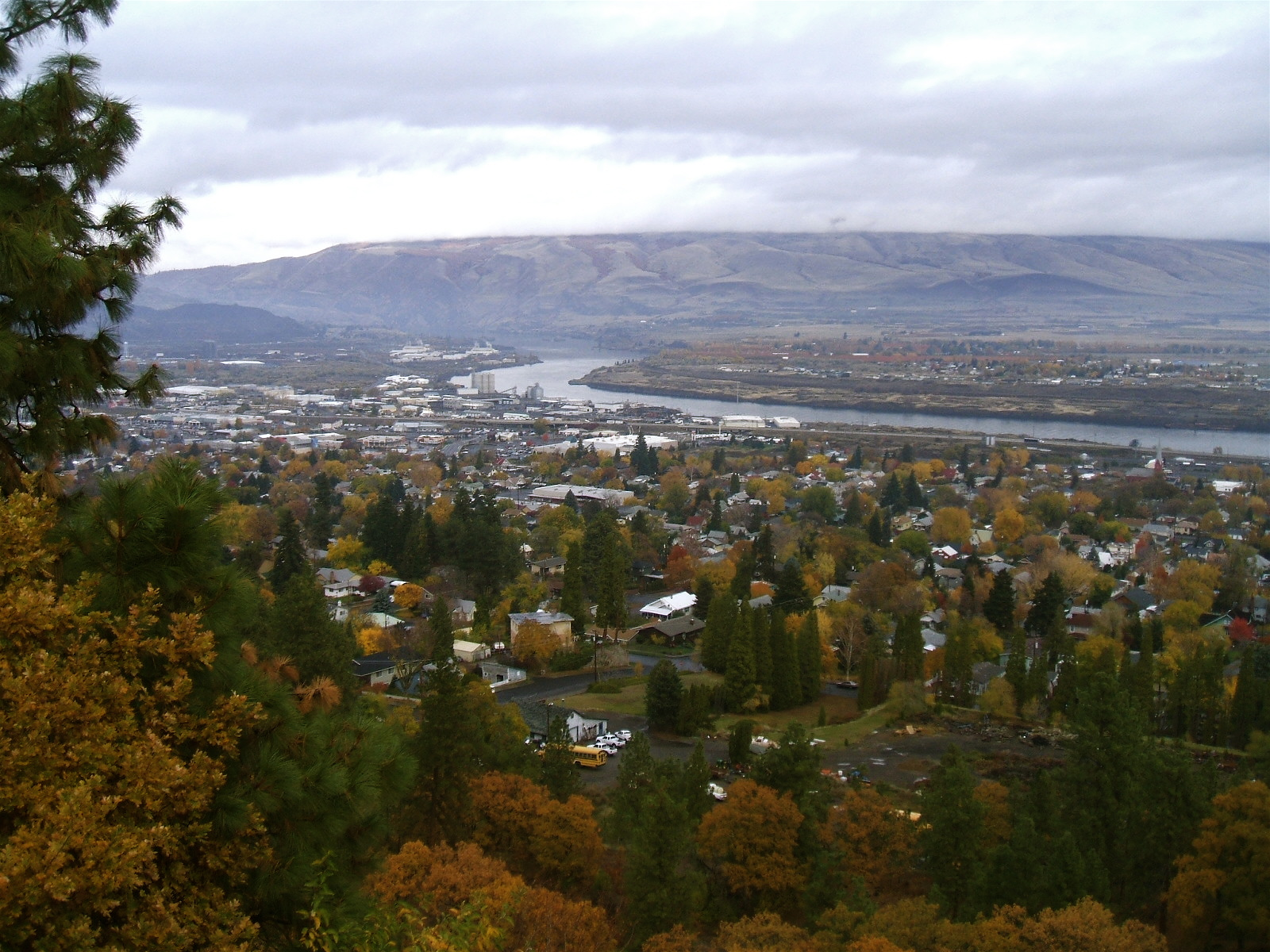
達爾斯